# اوبویان
شهر اوبویان (به روسی: Обоянь) در کشور روسیه و در اوبلاست کورسک واقع شده‌است.